# Tossa de Mar
Tossa de Mar je španělská obec v Katalánsku, ležící v provincii Girona na pobřeží Costa Brava asi 95 km severovýchodně od Barcelony a 100 km jižně od hranic s Francií. Žije zde přibližně 6 300 obyvatel.

## Historie
Na území, kde se dnes nachází Tossa existuje dostatek důkazů o osídlení z období neolitu a předpokládá se, že tato oblast byla od té doby nepřetržitě osídlena. Mezi 4. a 1. stoletím př. n. l. se zde objevily první iberské osady, které byly později v područí Kartaginců. Krátce poté však byly Kartaginci vytlačeni Římany. Během pár let se stala důležitým opěrným bodem římského impéria a sehrála významnou úlohu v tzv. Punských válkách jako základna a opěrný bod Augustovy armády. V období stěhování národů její moc a význam postupně upadal. Další rozvoj je spojen až obdobím tzv. reconquisty v 15. století, kdy se Tossa stala sídlem významného šlechtického rodu Torresů de la Maresme. Z tohoto období pocházejí také pozůstatky velkolepého hradu. Během protihabsburského povstání v roce 1749 byl hrad pobořen, význam Toss postupně upadl a centrum Katalánska se přesunulo do Barcelony. Hrad a celá Tossa se postupně přeměnila v bezvýznamnou rybářskou osadu. Její další rozkvět nastal až v s rozvojem turizmu v 90. letech 20. století.